# Флаг Дрожжановского района
Флаг Дрожжа́новского муниципального района Республики Татарстан Российской Федерации — опознавательно-правовой знак, служащий официальным символом муниципального образования.
Флаг утверждён 9 марта 2006 года решением Совета Дрожжановского муниципального района № 6/4 и внесён в Государственный геральдический регистр Российской Федерации с присвоением регистрационного номера 2290.

## Описание
«Флаг Дрожжановского муниципального района представляет собой прямоугольное полотнище с отношением ширины к длине 2:3, разделённое по горизонтали на две равные по ширине полосы — верхнюю белую, с красным полукругом вплотную к границе полос, и нижнюю, разделённую по вертикали на две равные части — зелёную и жёлтую. Посередине полотнища — изображение каравая с солонкой, под караваем воспроизведён белый с красным орнаментом рушник».

## Обоснование символики
Флаг Дрожжановского района разработан на основе герба, который языком символов и аллегорий отражает культурные и экономические особенности региона.
Дрожжановский район располагается на западной оконечности Республики Татарстан, что показано на флаге района красным диском-солнцем. Солнце — традиционный символ долголетия, активности, силы, трудолюбия.
Символика поля флага состоящего из зелёной и золотой (жёлтой) части многозначна и указывает на смешанное население района: здесь компактно проживают татары и чуваши; об этом же говорит изображение узоров на концах рушника. Рушник (полотенце) с национальными узорами также аллегорически символизирует жителей района, внёсших огромный вклад в развитие культуры, науки, искусства и литературы Республики.
Здесь родились и работали Николай Ефремов — основоположник чувашской драматургии; народный артист Республики Татарстан Хидият Султанов; поэты и писатели — Шараф Мударис, Тал-Морза, Заки Нури. Высокими трудовыми успехами прославили родной район Герои Социалистического Труда, председатели колхозов — Ахметгерей Абдреев и Лазарь Дергунов, дважды Герой Социалистического Труда, бывший министр авиационной промышленности СССР — Пётр Дементьев и многие другие. Полотенце — традиционный символ духовной чистоты и уважения.
Зелёный цвет — символ природы, здоровья, жизненного роста.
Жёлтый цвет (золото) — символ урожая, богатства, стабильности и уважения.
Каравай с солонкой показывают направленность экономики района. Регион является аграрным и обеспечивает Республику такими видами сельхозпродукции и сырья как зерно, бобовые культуры, сахарная свёкла, мясо, молоко. Основная деятельность предприятий района также направлена на обслуживание и переработку сельскохозяйственной продукции. Рушник, каравай и солонка вместе символизируют радушие и гостеприимство местных жителей.
Белый цвет (серебро) — символ чистоты, совершенства, мира и взаимопонимания.
Красный цвет — символ мужества, силы, труда, уверенности и красоты.